# Lolotoe
Lolotoe (Lolotoi, Lolo-Toe) ist der Hauptort des Verwaltungsamts Lolotoe (Gemeinde Bobonaro) im Südwesten Osttimors.

## Geographie
Lolotoe liegt im Norden der Aldeia Raimea (Suco Opa). Zur Landeshauptstadt Dili sind es in Luftlinie etwa 78 km nach Nordosten, zur Gemeindehauptstadt Maliana etwa 18 km nach Norden. Die Grenze zu Indonesien ist nur wenige Kilometer entfernt. Der Lolotoe besteht aus mehreren kleinen Gruppen von Häusern. Seinen Ostteil bildet die Siedlung Raimea, Mokou ist ein Vorort im Nordwesten. Nördlich liegen die Berge Sibi (976 m) und Tulo (1285 m), südlich der Gubulba (906 m) und südöstlich der Lolo Beleasu (764 m) und der Sulogup (797 m).
Eine Straße führt nach Westen durch Mokou und die beiden bereits im Suco Deudet liegenden Vororte Bou-Tal und Deudet weiter nach Nordwesten. Nach Osten geht die Straße in den Suco Lupal, in den Nachbarort Ames und weiter nach Südosten.
Lolotoe verfügt über ein Mikroklima, so dass hier mit 2837 mm pro Jahr die größten jährlichen Niederschlagsmengen in Osttimor registriert werden.
In Lolotoe befinden sich der Sitz des Sucos Opa und des Verwaltungsamtes Lolotoe, die Pfarrkirche Nossa Senhora de Fátima, ein Hospital, eine Bücherei, eine Polizeistation, eine Grundschule und eine Prä-Sekundarschule.

## Geschichte
Im Mai 1999, als das Unabhängigkeitsreferendum in Osttimor vorbereitet wurde, besetzten indonesische Truppen und pro-indonesische Milizen Deudet und Opa und begannen die Bevölkerung zu terrorisieren. Es kam zu willkürliche Verhaftungen, Missbrauch, Vergewaltigungen, Folter und Mord.
Indonesische Soldaten und Mitglieder der Miliz Kaer Metin Merah Putih (KMP) trieben Mitglieder und vermeintliche Unterstützer des CNRT zusammen, der Dachorganisation der Unabhängigkeitsbewegung Osttimors. Viele wurden geschlagen und gefoltert. Frauen wurden in einem so genannten Rape houses vergewaltigt. 2005 fand man in Lolotoe ein Massengrab mit 30 Unabhängigkeitsbefürwortern, die hier umgebracht wurden. Erst das Eintreffen der INTERFET beendete das Leiden der Bevölkerung.